# Dubai Tennis Championships 2020
Dubai Tennis Championships 2020, oficiálně Dubai Duty Free Tennis Championships 2020, byl společný tenisový turnaj mužského okruhu ATP Tour a ženského okruhu WTA Tour, hraný v areálu Aviation Club Tennis Centre na otevřených dvorcích s tvrdým povrchem. Dějištěm turnaje se stala Dubaj, metropole stejnojmenného emirátu ve Spojených arabských emirátech. Jednalo se o 28. ročník mužského a jubilejní 20. ročník ženského turnaje.
Ženská část se konala mezi 17. a 22. únorem 2020 a řadila se do kategorie WTA Premier. Její celková dotace činila 2 908 770 milionů amerických dolarů. Po zrušení budapešťského Hungarian Ladies Open, v kalendáři WTA plánovaného na stejný týden, byl počet singlistek navýšen na třicet a počet kvalifikantek na čtyřicet osm hráček. Muži soupeřili mezi 24. až 29. únorem 2020 v rámci kategorie ATP Tour 500. Dotace pro tuto polovinu dosáhla částky 2 950 420 amerických dolarů.
Nejvýše nasazenými v singlových soutěžích se stali srbská světová jednička Novak Djoković a mezi ženami druhá hráčka klasifikace Simona Halepová z Rumunska. Jako poslední přímí účastníci do dvouher nastoupili 31. žena žebříčku Češka Barbora Strýcová a mezi muži 74. tenista pořadí Philipp Kohlschreiber z Německa. K profesionálnímu tenisu se vrátila bývalá světová jednička Kim Clijstersová, která odehrála první turnaj od letního US Open 2012.
Sedmdesátý devátý singlový titul na okruhu ATP Tour vyhrál Srb Novak Djoković, který tak získal pátý dubajský triumf. V sezóně 2020 zůstával neporažen s aktivní bilancí výher 18–0. Jubilejní dvacátý singlový titul na okruhu WTA Tour vybojovala 28letá Simona Halepová.
Ze čtvrtého společného startu ve čtyřhrách ATP si premiérový párový titul odvezli Australan John Peers s Novozélanďanem Michaelem Venusem. Deblovou trofej obhájil nejvýše nasazený tchajwansko-český pár Sie Šu-wej a Barbora Strýcová, jehož členky získaly sedmou společnou a po Brisbane International 2020 druhou sezónní trofej.

## Rozdělení bodů a finančních odměn

### Rozdělení bodů
| Soutěž       | vítězové | finalisté | semifinalisté | čtvrtfinalisté | 16 v kole | 32 v kole | Q  | Q3 | Q2 | Q1 |
| ------------ | -------- | --------- | ------------- | -------------- | --------- | --------- | -- | -- | -- | -- |
| dvouhra mužů | 500      | 300       | 180           | 90             | 45        | 0         | 20 | —  | 10 | 0  |
| čtyřhra mužů | 500      | 300       | 180           | 90             | 0         | —         | 45 | —  | 25 | 0  |
| dvouhra žen  | 470      | 305       | 185           | 100            | 55        | 1         | 25 | 18 | 13 | 1  |
| čtyřhra žen  | 470      | 305       | 185           | 100            | 1         | —         | —  | —  | —  | —  |

### Finanční odměny
| Soutěž                              | vítězové  | finalisté | semifinalisté | čtvrtfinalisté | 16 v kole | 32 v kole | Q3      | Q2      | Q1      |
| ----------------------------------- | --------- | --------- | ------------- | -------------- | --------- | --------- | ------- | ------- | ------- |
| dvouhra mužů                        | 565 705 $ | 284 485 $ | 143 880 $     | 76 025 $       | 38 835 $  | 21 525 $  | —       | 9 810 $ | 5 450 $ |
| čtyřhra mužů                        | 181 360 $ | 88 780 $  | 44 530 $      | 22 850 $       | 11 800 $  | —         | —       | —       | —       |
| dvouhra žen                         | 696 860 $ | 372 200 $ | 198 830 $     | 50 100 $       | 26 840 $  | 17 055 $  | 7 650 $ | 4 070 $ | 2 280 $ |
| čtyřhra žen                         | 102 210 $ | 54 640 $  | 27 323 $      | 13 660 $       | 6 830 $   | 4 402 $   | —       | —       | —       |
| částka ve čtyřhře je uvedena na pár |           |           |               |                |           |           |         |         |         |

## Dvouhra mužů

### Nasazení
| Stát                          | Hráč                  | ATP | Nasazení |
| ----------------------------- | --------------------- | --- | -------- |
| Srbsko                        | Novak Djoković        | 1.  | 1.       |
| Řecko                         | Stefanos Tsitsipas    | 6.  | 2.       |
| Francie                       | Gaël Monfils          | 9.  | 3.       |
| Itálie                        | Fabio Fognini         | 11. | 4.       |
| Španělsko                     | Roberto Bautista Agut | 12. | 5.       |
| Rusko                         | Andrej Rubljov        | 14. | 6.       |
| Rusko                         | Karen Chačanov        | 17. | 7.       |
| Francie                       | Benoît Paire          | 20. | 8.       |
| Žebříček ATP k 17. únoru 2020 |                       |     |          |

### Jiné formy účasti
Následující hráči obdrželi divokou kartu do hlavní soutěže:
- Prajnéš Gunneswaran
- Malek Džazírí
- Mohamed Safwat

Následující hráč nastoupil do hlavní soutěže pod žebříčkovou ochranou:
- Lu Jan-sun

Následující hráči postoupili z kvalifikace:
- Lloyd Harris
- Lorenzo Musetti
- Dennis Novak
- Jasutaka Učijama

#### Odhlášení
před zahájením turnaje
- Roger Federer → nahradil jej  Jošihito Nišioka
- Jo-Wilfried Tsonga → nahradil jej  Ričardas Berankis

## Mužská čtyřhra

### Nasazení
| Stát                                                                                   | Hráč           | Stát               | Hráč          | ATP | Nasazení |
| -------------------------------------------------------------------------------------- | -------------- | ------------------ | ------------- | --- | -------- |
| USA                                                                                    | Rajeev Ram     | Spojené království | Joe Salisbury | 11. | 1.       |
| Chorvatsko                                                                             | Ivan Dodig     | Slovensko          | Filip Polášek | 17. | 2.       |
| Německo                                                                                | Kevin Krawietz | Německo            | Andreas Mies  | 25. | 3.       |
| Nizozemsko                                                                             | Wesley Koolhof | Chorvatsko         | Nikola Mektić | 38. | 4.       |
| Žebříček ATP k 17. únoru 2020; číslo je součtem žebříčkového postavení obou členů páru |                |                    |               |     |          |

### Jiné formy účasti
Následující dvojice obdržely divokou kartu do hlavní soutěže:
- Abdulrahman Al Janahi /  Fares Al Janahi
- Matthew Ebden /  Leander Paes

Následující pár postoupil z kvalifikace:
- Henri Kontinen /  Jan-Lennard Struff

## Ženská dvouhra

### Nasazení
| Stát                          | Hráčka              | WTA | Nasazení |
| ----------------------------- | ------------------- | --- | -------- |
| Rumunsko                      | Simona Halepová     | 2.  | 1.       |
| Česko                         | Karolína Plíšková   | 3.  | 2.       |
| Ukrajina                      | Elina Svitolinová   | 4.  | 3.       |
| Švýcarsko                     | Belinda Bencicová   | 5.  | 4.       |
| USA                           | Sofia Keninová      | 7.  | 5.       |
| Nizozemsko                    | Kiki Bertensová     | 8.  | 6.       |
| Bělorusko                     | Aryna Sabalenková   | 13. | 7.       |
| Chorvatsko                    | Petra Martićová     | 15. | 8.       |
| Španělsko                     | Garbiñe Muguruzaová | 16. | 9.       |
| Žebříček WTA k 10. únoru 2020 |                     |     |          |

### Jiné formy účasti
Následující hráčky obdržely divokou kartu do hlavní soutěže:
- Kim Clijstersová
- Ons Džabúrová
- Garbiñe Muguruzaová
- Elina Svitolinová

Následující hráčka obdržela zvláštní výjimku:
- Jelena Rybakinová

Následující hráčky postoupily z kvalifikace:
- Jennifer Bradyová
- Sorana Cîrsteaová
- Veronika Kuděrmetovová
- Kristina Mladenovicová
- Aljaksandra Sasnovičová
- Kateřina Siniaková

Následující hráčka postoupila z kvalifikace jako tzv. šťastná poražená:
- Sie Šu-wej

#### Odhlášení
před zahájením turnaje
- Bianca Andreescuová → nahradila ji  Anastasija Pavljučenkovová
- Ashleigh Bartyová → nahradila ji  Wang Čchiang
- Kiki Bertensová → nahradila ji  Sie Šu-wej
- Madison Keysová → nahradila ji  Barbora Strýcová
- Johanna Kontaová → nahradila ji  Anastasija Sevastovová

## Ženská čtyřhra

### Nasazení
| Stát                                                                                   | Hráčka             | Stát             | Hráčka                 | WTA | Nasazení |
| -------------------------------------------------------------------------------------- | ------------------ | ---------------- | ---------------------- | --- | -------- |
| Čínská Tchaj-pej                                                                       | Sie Šu-wej         | Česko            | Barbora Strýcová       | 3.  | 1.       |
| Čínská Tchaj-pej                                                                       | Čan Chao-čching    | Čínská Tchaj-pej | Latisha Chan           | 24. | 2.       |
| USA                                                                                    | Nicole Melicharová | Čína             | Sü I-fan               | 27. | 3.       |
| Kanada                                                                                 | Gabriela Dabrowská | Čína             | Čang Šuaj              | 29. | 4.       |
| Česko                                                                                  | Barbora Krejčíková | Čína             | Čeng Saj-saj           | 33. | 5.       |
| Česko                                                                                  | Květa Peschkeová   | Nizozemsko       | Demi Schuursová        | 35. | 6.       |
| Čína                                                                                   | Tuan Jing-jing     | Rusko            | Veronika Kuděrmetovová | 42. | 7.       |
| Japonsko                                                                               | Šúko Aojamová      | Japonsko         | Ena Šibaharaová        | 53. | 8.       |
| Žebříček WTA k 11. únoru 2020; číslo je součtem žebříčkového postavení obou členů páru |                    |                  |                        |     |          |

### Jiné formy účasti
Následující páry obdržely divokou kartu do hlavní soutěže:
- Monique Adamczaková /  Jana Sizikovová
- Caroline Garciaová /  Sania Mirzaová

## Přehled finále

### Mužská dvouhra
- Novak Djoković vs.  Stefanos Tsitsipas, 6–3, 6–4

### Ženská dvouhra
- Simona Halepová vs.  Jelena Rybakinová, 3–6, 6–3, 7–6(7–5)

### Mužská čtyřhra
- John Peers /  Michael Venus vs.  Raven Klaasen /  Oliver Marach, 6–3, 6–2

### Ženská čtyřhra
- Sie Šu-wej /  Barbora Strýcová vs.  Barbora Krejčíková /  Čeng Saj-saj, 7–5, 3–6, [10–5]